# Udgivelser af Tomb Raider
Eidos Interactives Tomb Raider-serie blev grundlagt i 1996 af Toby Gard. Den består af otte computerspil (ekskl. udvidelsespakker og genskabelser), to film, en række romaner og en voksende serie merchandise. Serien centrerer sig om den britiske arkæolog Lara Crofts eventyr og opdagelse af antikke artefakter, der som regel har forbindelse til en alment kendte myter som Kong Arthur, Atlantis eller Pandoras æske.

## Computerspil
Computerspillene er fundamentet for Tomb Raider-franchiset, og alle titler er en genreblanding af action, platform og adventure. Spilleren styrer Lara gennem forskellige miljøer, hvor udfordringerne er dels eliminering af modstandere, og dels løsning af ofte komplekse gåder.
Spiltitler
- Tomb Raider (1996) – Sega Saturn, PlayStation, MS-DOS, N-Gage, Pocket PC, Mac Charts: US-No.1, UK-No.1
  - Tomb Raider: Shadow of the Cat & Unfinished Business (1998) – Guld-udgave af Tomb Raider, Windows, Mac
- Tomb Raider II (1997) – PlayStation, PC, Mac, Charts: US-No.3
  - Tomb Raider II#Golden Mask (1999) – Guld-udgave af Tomb Raider II, PC, Mac
- Tomb Raider III (1998) – PlayStation, PC, Mac, Charts: Us-No.4
  - Tomb Raider: The Lost Artefact (2000) – PC, Mac – Selvstændig udvidelsespakke
- Tomb Raider: The Last Revelation (1999) – PlayStation, Dreamcast, PC, Mac Charts: US-No.1, UK-No.1, EU-No.1
  - Tomb Raider: The Times Exclusive (1999) – PC – Selvstændig ekstrabane skabt af Core og The Times for at fejre fundet af Tutankhamons grav
- Tomb Raider Chronicles (2000) – PlayStation, Dreamcast, PC, Mac Charts: US-16
  - Tomb Raider Level Editor – PC
- Tomb Raider: The Angel of Darkness (2003) – PlayStation 2, PC, Mac  Charts: US-27, UK-15
- Tomb Raider: Legend (2006) – PlayStation 2, Xbox, Xbox 360, PC, PlayStation Portable, Nintendo GameCube Charts: US-No.2, UK-No.1, Eu-No.2
  - Tomb Raider: Legend (2006) – en 2D-version til Game Boy Advance
  - Tomb Raider: Legend (2006) – en 2.5D-version til Nintendo DS
  - Lara Croft Tomb Raider: Legend (2006) – ExEn/Java
- Tomb Raider: Anniversary (2007) – PlayStation 2, Windows, Mac, PSP, Wii and Xbox 360
- Tomb Raider: Underworld (2008) – for Windows, Xbox 360, PS3, PS2, Wii and Nintendo DS

Kommende titler:

Andre spil:
- Tomb Raider (2000) – Game Boy Color
- Tomb Raider: Curse of the Sword (2001) – Game Boy Color
- Tomb Raider: The Prophecy (2002) – Game Boy Advance
- Tomb Raider: The Osiris Codex (2003) – ExEn/Java
- Tomb Raider: Quest for Cinnabar (2004) – ExEn/Java
- Tomb Raider: Elixir of Life (2004) – ExEn/Java
- Tomb Raider: Puzzle Paradox (2006) – ExEn/Java

### Tomb Raider level editor
Tomb Raiders level editor er et værktøj udgivet af Eidos Interactive, med Chronicles i slutningen af 2000. Det blev senere gjort frit tilgængeligt på internettet. Værktøjet lader spillere designe deres egne baner, enten på lokaliteter fra de eksisterende titler eller fra bunden, i nye.

### Lara Croft Tomb Raider: The Action Adventure
En interaktiv DVD af Bright Entertainment, under licens fra Eidos, publiceret i 2006. Udgivelsen udnytter en standard-dvd' visuelle og auditive funktioner, og styres med fjernbetjeningen. Det består af gåder og elementer med action, og historien er baseret på The Angel of Darkness.

## Film

### Lara Croft: Tomb Raider (2001)
Hvert 5000. år indfinder sig en planetær konjuktion, og et hemmeligt samfund, Illuminati, søger efter den antikke talisman, Lysets Triangel, der giver sin besidder evnen til at kontrollere tiden. Men Illuminatien mangler den essentielle nøgle, Det alt-seende øje, der viser sig gemt i Laras hjem. Illuminatien stjæler øjet under et indbrud, og Lara indsætter sin jagt på at bringe nøglen tilbage og på at løse gåden, før det hemmelige selskab.

### Lara Croft Tomb Raider: The Cradle of Life (2003)
I Cradle of Life forsøger Lara at finde Pandoras æske, der angiveligt rummer en af de mest dødelige plager på Jorden, før videnskabsmanden Jonathan Reiss får fat i den. Da en vigtige del til løsningen af gåden stjæles af Reiss, rekrutterer Lara en gammel ven, Terry Sheridan, der tidligere har været håndlanger, men siden har været spærret inde i et sibirisk fængsel.

## Andre medier
Top Cow Productions fik rettighederne fra Eidos til at publicere adskillige historier baseret på computerspillenes univers, i tegneserieform, fra 1999 til 2004.
Ballantine Books udgav, i samarbejde med Eidos, en række romaner i foråret 2004, startende med The Amulet of Power af Mike Resnick, der efterfulgtes af The Lost Cult af E. E. Knight i august samme år, og slutteligt The Man of Bronze af James Alan Gardner i januar 2005. De følger generelt kontinuiteten fra computerspillene (især Angel of Darkness) frem for filmene, selvom Lost Cult indeholder referencer til Cradle of Life. Man of Bronze adskiller sig fra de to andre, ved at være skrevet i første personsperspektiv. Kontrakten med Ballantine indbefatter kun tre romaner, og det er uvist om bogserien fortsætter.
GameTap udsendte en kort animeret serie á ti dele, navngivet "Re\Visioned: Tomb Raider Animated Series," fra 10. juli 2007 til 13. november 2007, hvor Minnie Driver supplerede med sin stemme til Lara.